# Lumley Lyster
Sir Arthur Lumley St. George Lyster KCB, CBE, CVO, DSO (27. dubna 1888 – 4. srpna 1957) byl důstojník Royal Navy v době druhé světové války.

## Námořní kariéra
Lyster sloužil již za první světové války a v roce 1915 bojoval u Gallipoli. V roce 1929 se stal členem komise pro výzbroj námořnictva a v roce 1932 byl jmenován velitelem křižníku HMS Danae. V roce 1933 se ujal velení 5. flotily torpédoborců a poté v roce 1935 Dělostřelecké školy Royal Navy v Chathamu v Kentu, předtím než se v roce 1936 stal ředitelem pro výcvik a štábní službu v Admiralitě. V roce 1938 byl jmenován velitelem letadlové lodi HMS Glorious a roku 1939 se stal královým námořním pobočníkem.
Ve druhé světové válce zpočátku sloužil ve funkci kontradmirála velícího loděnici ve Scapa Flow, a poté od roku 1940 jako velitel letadlových lodí Středomořského loďstva. Významný je svým plánováním útoku na Tarent, započatým roku 1935 (podle pokynu Dudleye Pounda) a provedeným v listopadu 1940.
V roce 1941 byl jmenován pátým námořním lordem a velitelem námořního letectva a roku 1942 velitelem letadlových lodí Home Fleet s HMS Illustrious jako vlajkovou lodí. Během operace Pedestal v srpnu 1942 velel leteckým operacím, za což byl jmenován komandérem Řádu britského impéria.
V roce 1943 byl jmenován do funkce vlajkového důstojníka pro výcvik letadlových lodí a v roce 1945 odešel do výslužby.